# Scarabaeus catenatus
Scarabaeus catenatus là một loài bọ cánh cứng trong họ Bọ hung (Scarabaeidae).